# Villa Chigi (Roma)
Villa Chigi è una villa settecentesca situata a Roma, nel quartiere Trieste.

## Storia
La villa, esempio di casino di villeggiatura settecentesco, viene edificata tra il 1763 e il 1765 su iniziativa del cardinale Flavio Chigi che affida l'incarico a Tommaso Bianchi e poi a Pietro Camporese.
Entro il 1776 fu realizzato il giardino della Villa, costituito nella parte occidentale da un giardino all'italiana con aiuole e boschetti di lecci, mentre nella parte orientale venne realizzato un viale di passeggiata. Nel 2003 l'Amministrazione comunale di Roma ha restaurato il parco, che era stato espropriato alla fine degli anni '70, riproponendone il disegno originale.
Oggi il giardino della Villa è un parco pubblico.